# Lothar Waldowski
Lothar Waldowski (* 1930/1931) ist ein ehemaliger deutscher Basketballnationalspieler und -trainer sowie Sportwissenschaftler.

## Laufbahn
Der in Westpreußen geborene Waldowski studierte in Berlin Sport und Mathematik. Er spielte zunächst Fußball, 1951 schloss er sich den Basketballern des Berliner Sport-Clubs an. Der 1,75 Meter große Aufbauspieler nahm 1955 mit der bundesdeutschen Nationalmannschaft an den Ausscheidungsspielen für die Europameisterschaft teil, insgesamt bestritt er 17 Länderspiele.
1957 kam er auf Vermittlung von Gerhard Nacke-Erich als Hochschullehrer nach Münster, er spielte zunächst für den VfL Osnabrück. Im Januar 1961 war er Mitgründer des Universitäts Basketball-Club Münster, dessen Frauen- und später auch die Herrenmannschaften trainierte. Er war beim UBC Münster ebenfalls Vereinsvorsitzender sowie Sportwart. Zudem war er von 1961 bis 1964 Bundestrainer der deutschen Damen-Nationalmannschaft. Als Trainer führte er Münsters Herrenmannschaft 1969 zum Aufstieg in die zweigleisige Basketball-Bundesliga. 1979 wurde Waldowski UBC-Vorsitzender und blieb bis 1989 im Amt.
Am Institut für Leibesübungen der Universität Münster trat er im Laufe seiner beruflichen Karriere eine Professorenstelle an. Er veröffentlichte das Buch „Basketball. Training. Technik. Taktik.“, welches in mehreren Auflagen erschien, sowie weitere Werke der Basketball-Fachliteratur, darunter „Grundschule des Basketballspiels“. Er war des Weiteren Herausgeber des Buchs „Basketball-Spielregeln leicht verständlich“.
2001 wurde Waldowski, der sich 1965 im Stadtteil Gievenbeck niederließ, mit der Ehrenplakette der Stadt Münster ausgezeichnet. Mit seiner Ehefrau Johanna hat er zwei Töchter und einen Sohn.